# Олешко Сергій Олександрович
Сергій Олександрович Олешко (нар. 2 червня 1961, с. Тахтоямськ, Ольський район, Магаданська область, РРСФР, СРСР) — український скульптор. Член Національної спілки художників України від 1992 року. Лауреат: Міжнародного конкурсу «Сучасне мистецтво», обласної премії «Львівська слава» та Полтавської міської премії імені Миколи Ярошенка у номінації «Образотворче мистецтво. Скульптура».

## Життєпис
Народився 2 червня 1961 року у селі Тахтоямськ, Ольського району, Магаданська області (Росія). Після закінчення у 1978 році Полтавської загальноосвітньої школи № 2 Сергій Олешко вступив до Львівського державного інституту прикладного та декоративного мистецтва (викладачі з фаху — Еммануїл Мисько, В. Подольський), де навчався у 1978—1983 роках.
Творчо працювати почав з 1983 року. Працював недовгий час на порцеляновому заводі та військовому заводі «Знамя» у Полтаві. З 1987 року мешкає та працює як професійний самостійний скульптор у Полтаві, головні твори митця знаходяться у Львові. Учасник міжнародних симпозіумів скульптури в смт Олесько (Львівська область, 1989), Одесі, Дзинтарі (Латвія; обидва — 1990), м. Трускавець, (Львівська область; 1994), с. Віґри (Польща, 2000), Львові (2003), Полтаві (2008), Києві (2009), Черкасах (2010).

## Монументальні роботи

### Пам'ятники, погруддя
- панно «Українські казки» (1990)[5];
- погруддя Тараса Шевченка (м. Жовква, Львівська область; 1994)[5];
- пам'ятник Іванові Трушу (співавтор — архітектор Михайло Ягольник; м. Львів, 1997)[1];
- пам'ятник Бравому вояку Швейку (м. Львів, 2002)[1];
- пам'ятник Отто Говарду (м. Генк, Бельгія; 2004)[1];
- пам'ятник Никифору Дровняку (співавтор — архітектор Михайло Ягольник; м. Львів, 2006)[1];
- пам'ятник Володимирові Івасюку (співавтор — архітектор Михайло Ягольник; м. Львів, 2011)[1];
- статуя Посейдона для ресторана-бара «Посейдон» (м. Полтава, 2014)[1];
- пам'ятник-меморіал депортованим українцям з території Закерзоння у 1944-1951 роках (м. Львів, 2021)[7];
- проєкт пам'ятника головному архітектору Полтави Леву Вайнгорту (м. Полтава, 2021)[8].

### Меморіальні таблиці
- меморіальна таблиця державному та громадському діячеві Анатолію Кукобі (2014; Полтава)[9].
- меморіальна таблиця українському скульптору-передвижнику Леоніду Позену (2014; Полтава)[10][11].
- меморіальна таблиця фотохудожнику Йосипу Хмелевському (2017, співавтор; Полтава)[4].

Галерея робіт Сергія Олешка
Пам'ятник Іванові Трушу
Пам'ятник Дровняку Никифорові-Епіфанію
Пам'ятник Володимирові Івасюку
Пам'ятник Бравому вояку Швейку
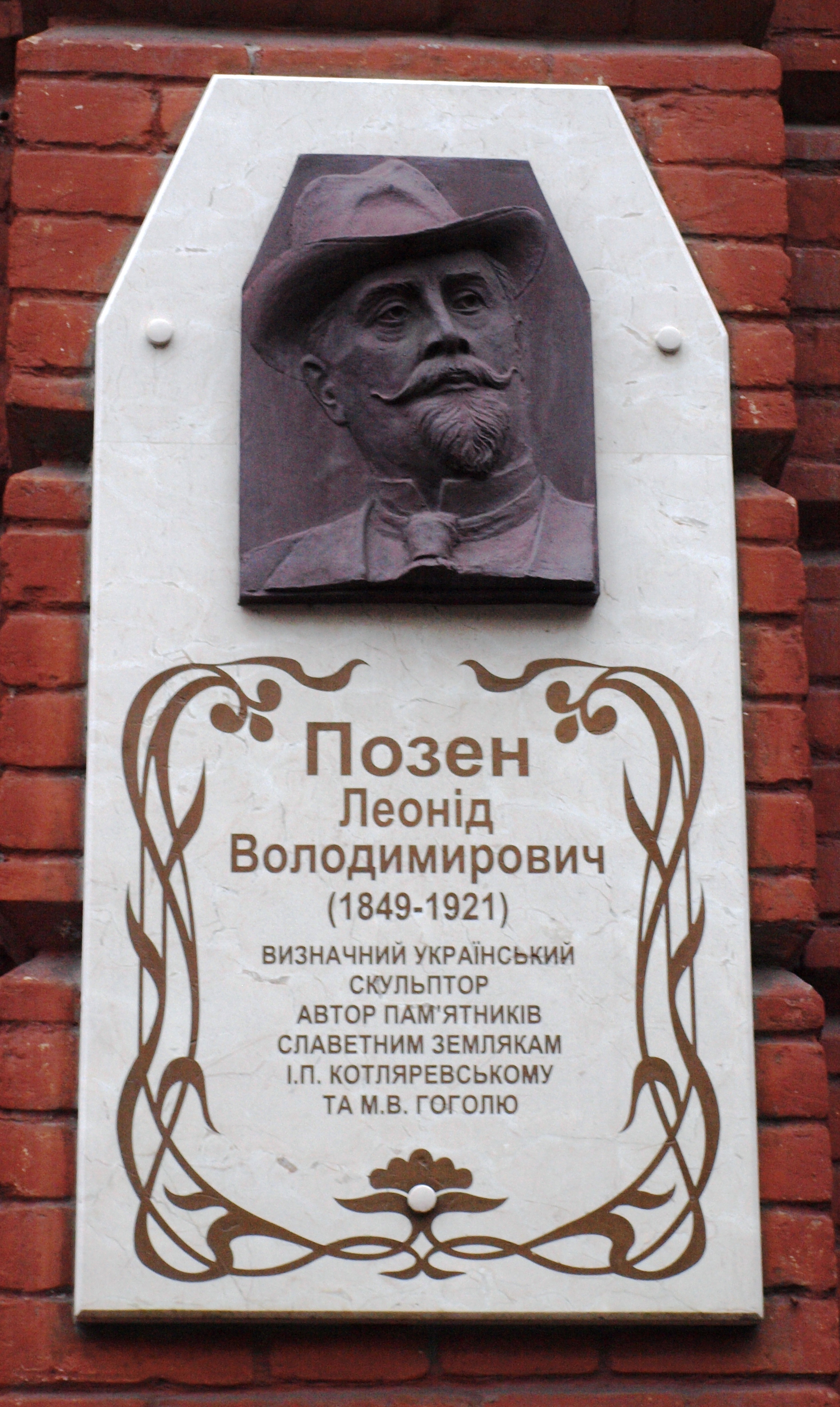
Меморіальна таблиця українському скульптору-передвижнику Леоніду Позену

## Премії, нагороди
- Лауреат обласної премії «Львівська слава» (2001)[1];
- Лауреат Міжнародного конкурсу «Сучасне мистецтво» (Польща, 2007)[1];
- Лауреат Полтавської міської премії імені Миколи Ярошенка у номінації «Образотворче мистецтво. Скульптура» (2019)[2].